# 克爾巴賈爾
克爾巴賈爾是亞塞拜然克爾巴賈爾區的首府。曾一度由阿爾察赫共和國統治，為其邵武勉區的首府。位於該國北部，毗鄰與亞美尼亞接壤的邊境，海拔高度1,584米，2009年人口約600。2020年，作为2020年納戈爾諾-卡拉巴赫停火協議的一部分，该镇及其周边地区將於2020年11月25日交由阿塞拜疆控制。

## 外部連結
- World Gazetteer: Azerbaijan – World-Gazetteer.com